# デカ盛り 閃乱カグラ
『デカ盛り 閃乱カグラ』（デカもり せんらんカグラ）は、マーベラスより発売されたPlayStation Vita用ゲームソフト。DL版は2014年3月20日に、パッケージ版が2014年11月27日に発売された。
キャッチコピーは「命懸けで食べにきて!」。

## 概要
本作は『閃乱カグラ』シリーズの番外編でリズムゲームとなっている。本作にはシリアスなシナリオはほとんどなく、ギャグのような展開が主流。これまでとは趣が異なりファンディスク的な意味合いが強い作品となっている。とくに用語の説明は一切無く、これまでの人間関係や背景設定も説明が大幅に省略されている。
曲の大半がBGMで、ボーカル曲は飛鳥、焔、雅緋、雪泉、大道寺（DLC）、凛（DLC）のみ。

## あらすじ
ある日、半蔵通り商店街で「デカ盛り美食大会」が開催されることになった。その優勝賞品はどんな願いも一つだけ叶えるという秘伝忍法書だった。

## システム
デカ盛り少女忍法帖
キャラクターごとのストーリーモード。クリアしたキャラクターの女体盛りを更衣室で見られる。
連閃料理対決
テキストや紹介を挟まないアーケードモード。
個別料理対決
自由に選んだキャラクター同士を対決させることができるフリーモード。
更衣室
ゲーム中で入手した服装を着せ替えできる。料理シーンや女体盛り以外は『閃乱カグラ SHINOVI VERSUS -少女達の証明-』からの流用。
今作では最初から着衣の全破壊ができる。タッチだけではなくボタン操作でも触ることや着衣の破壊が可能となっている。
資料室
クリア時のイラストやBGM・ボイスの視聴ができる。
設定
各音声のボリュームを変更できる。

## クッキングバトル
本作のメインゲーム。
画面上部にゲージがあり常に包丁同士が鍔迫り合いをしている。有利だと右側に、不利だと左側に寄る。
なお、勝敗はパーセンテージで決定され、途中二回の試食を制し完全勝利によって敗者は女体盛りをされることになる。
横に上下2ライン制で右から流れてくるアイコンを左にある手裏剣マークに重なった瞬間にテンポよく対応ボタンを押してゆく。
アイコンは十字キーと右配列のボタンの合わせて8種類＋ハートマーク（これだけはどのボタンでもOK）の9種類がある。
連打押しはアイコンに書かれた回数分を連打する。長押しはラインが重なっている間押し続ける。
同時押しのようなアイコンもあるが上下のラインは別個で判定処理されているため厳密には同時押しは存在しない。
連閃数が多いと料理が大きくなり、秘伝忍法（ブースト）を使うと「おいしさ」「大きさ」が上昇しやすくなる。
途中で半蔵によって二回の試食を挟むが、勝利を狙うだけならば無視しても影響はない。これは実質、女体盛りを見るためだけのおまけのようなもので説明書には「試食時に不利な方は服が破れています」とあるが勝利の条件は「最終審査で1％でも相手を上回っている」事なので服が破れていようと関係ない。

## 登場人物

### 国立半蔵学院（こくりつはんぞうがくいん）
飛鳥（あすか）
声 - 原田ひとみ
国立半蔵学院の2年生。誕生日：9月8日。17歳。身長155cm。血液型：A型。スリーサイズ：B90/W57/H85。趣味は修行。好物はじいちゃんが作った太巻き。得意料理は太巻き。
伝説の忍の半蔵の孫娘。今回はなんでもコンパクト化してしまう風潮に危機感を抱き、太くて大きいものの良さを伝えるために出場を決意する。
テーマ曲は『ふとまきニンニン』。
斑鳩（いかるが）
声 - 今井麻美
国立半蔵学院の3年生。誕生日：7月7日。18歳。血液型：A型。身長168cm。スリーサイズ：B93/W59/H90。趣味は読書。好物は懐石料理と日本茶。得意料理も懐石料理。
鳳凰財閥の令嬢。幼少から英才教育を受けて育ったので料理の腕前は天下一品。今回は秘伝忍法書を悪用されないよう破棄するために出場する。
一時はダークサイドに堕ちかけた。
葛城（かつらぎ）
声 - 小林ゆう
国立半蔵学院の3年生。誕生日：11月5日。18歳。血液型：B型。身長165cm。スリーサイズ：B95/W57/H90。趣味はセクハラ。好物はラーメン。得意料理はラーメン。
今回は優勝賞品の秘伝忍法書を手にし、セクハラし放題のセクハラ王になるために出場を決意する。
柳生（やぎゅう）
声 - 水橋かおり
国立半蔵学院の1年生。誕生日：12月23日。16歳。血液型：O型。身長158cm。スリーサイズ：B85/W60/H83。趣味は寝ること。好物はスルメ。得意料理はイカ料理。
一人称は「オレ」。通称「柳生お姉ちゃん」。今回は秘伝忍法書の力で雲雀ともっと親しくなるために出場する。
雲雀（ひばり）
声 - 井口裕香
国立半蔵学院の1年生。誕生日：2月18日。15歳。血液型：B型。身長160cm。スリーサイズ：B80/W55/H73。趣味はテレビゲーム。好物は甘いお菓子。得意料理はとにかく自分の食べたいもの。
今回は自分の食べたいものを食べ、同時に相手にも食べさせてあげる目的で出場。
大道寺（だいどうじ）
声 - 浅川悠
国立半蔵学院の3年生で伝説の先輩。誕生日：11月11日。26歳。血液型：B型。身長170cm。スリーサイズ：B100/W58/H98。趣味は正面突破。好物は肉。得意料理は誰もが驚愕する豪快な料理
DLCキャラクター。強者を求めて出場。柳生のシナリオによるとずっとお姉ちゃんが欲しかったらしい。
テーマ曲は『羅刹修羅道』。曲の難易度は普通でも若干高め。
霧夜（きりや）
声 - 藤原啓治
国立半蔵学院の教師。実は相当の実力を持った最上忍。
今回はマスカレードマスクを被り正体を隠して「デカ盛り美食大会」の司会を務める。かなりの主観が入った勝手なキャラクター紹介をするのが特徴。
今作では戦いがテーマではないので各キャラクターの代わりにそれぞれの口上を代わりに述べる。
半蔵（はんぞう）
声 - 山本兼平
伝説の忍と称えられている飛鳥の祖父。一線から退いた今でも伝説と呼ばれる実力を有している。
今回は「デカ盛り美食大会」の料理の審査委員長を務める。試食時に料理がうまいと口から「感動」という名の衝撃波を放ち、少女たちのコスチュームを破いてしまう。

### 焔紅蓮隊（ほむらぐれんたい）
焔（ほむら）
声 - 喜多村英梨
元秘立蛇女子学園の2年生。「焔紅蓮隊」のリーダー。誕生日：1月3日。17歳。血液型：B型。身長163cm。スリーサイズ：B87/W57/H85。趣味は戦。好物は和食。得意料理は肉料理。
バイトをしながら来る日も来る日も野草を食べ続けた結果、耐え切れなくなったところで「デカ盛り美食大会」のビラを目にした。秘伝忍法書に興味は無く、残り物の食材を求めて出場。
テーマ曲は『Break out of your Shell！』。
詠（よみ）
声 - 茅野愛衣
元秘立蛇女子学園の2年生。5人衆の一人で、元善忍。誕生日：2月10日。17歳。血液型：B型。身長160cm。スリーサイズ：B95/W58/H90。趣味は裁縫。好物はもやし。得意料理はもやし料理。
もやしを愛してやまなかったが、ある日、もやしに対する愛情が消え失せてしまう。もやしさんとの愛を修復するため出場。
日影（ひかげ）
声 - 白石涼子
元秘立蛇女子学園の3年生。5人衆の一人。誕生日：9月9日。18歳。血液型：O型。身長160cm。スリーサイズ：B85/W57/H85。趣味・好物はなし。得意料理はお祭りの屋台料理。
今回は春花の新薬の実験台にされそうになったところを逃亡中に、成り行きから出場するはめになった。
未来（みらい）
声 - 後藤沙緒里
元秘立蛇女子学園の1年生。5人衆の一人。誕生日：12月28日。16歳。血液型：A型。身長150cm。スリーサイズ：B62/W48/H59。趣味はインターネット。好物は鍋物。得意料理は鍋料理。
小さいことが気になっている。さらに、そのことが原因で子供扱いされることを嫌っている。今回は大人（扱い）になるために出場した。
春花（はるか）
声 - 豊口めぐみ
元秘立蛇女子学園の3年生。誕生日：7月20日。18歳。血液型：AB型。身長169cm。スリーサイズ：B99/W55/H88。趣味は人形づくり。好物はおしゃぶり昆布。得意料理は闇鍋。
今回は秘伝忍法書を使って、すべての人々の本性を丸裸にするために…というより全人類をハダカにするため出場。

### 死塾月閃女学館（しじゅくげっせんじょがっかん）
雪泉（ゆみ）
声 - 原由実
死塾月閃女学館の3年生。誕生日：12月31日。年齢：18歳。血液型：A型。身長167cm。スリーサイズ：B92/W56/H84。趣味は書道。好物は小豆のかき氷。得意料理は氷を使った料理。
伝説の忍である半蔵の友人の黒影の孫娘。いまだ「かわいいとはなにか？」に悩んでおり大会にはかわいいの真の意味と『SHINOVI VERSUS』で得たプリの真髄を極めるため出場。
テーマ曲は『プリプリプリズナー』。
叢（むらくも）
声 - 金元寿子
死塾月閃女学館の3年生。誕生日：10月8日。年齢：18歳。血液型：B型。身長172cm。スリーサイズ：B96/W58/H85。趣味は漫画を描く事。好物は餅。得意料理は餅を使った料理。
般若の仮面をつけた少女。一人称は「我」。仮面が外れると口調や性格が一変するため、仮面を外そうとするものも多い。
今回はSF漫画専門の即売会に出品するため漫画のアイディアを練っていたがスランプ状態に陥り、大会には同人誌のネタを探して出場。
夜桜（よざくら）
声 - 石原夏織
死塾月閃女学館の2年生。誕生日：4月5日。年齢：16歳。血液型：O型。身長159cm。スリーサイズ：B90/W53/H82。趣味は掃除。好物はおせんべい。得意料理は子供が好きな料理。
大家族の長女。一人称は「わし」。丁寧な口調だが所々で地の方言が出る。
以前から兄弟にデカ盛り料理を振舞っていたが最近は疎遠になっていたので料理の腕を確かめるために出場。
四季（しき）
声 - 山本彩乃
死塾月閃女学館の1年生。誕生日：3月25日。年齢：15歳。血液型：AB型。身長161cm。スリーサイズ：B95/W54/H83。趣味は深夜徘徊。好物はトマトジュース。得意料理はトマト料理。
見た目はギャル系だが、本来は真面目で思慮深いという二面性を持ち合わせている。
今回は叢からSF漫画のネタを探してくれと頼まれ出場。
美野里（みのり）
声 - 五十嵐裕美
死塾月閃女学館の1年生。誕生日：2月14日。年齢：15歳。血液型：AB型。身長144cm。スリーサイズ：B86/W50/H75。趣味は昼寝。好物はイチゴのショートケーキ。得意料理はお菓子関係の料理。
一人称は「みのり」で性格と外見は胸以外は子供っぽく、おもちゃや砂場遊びにおにごっこ、甘いものが大好き。
今回は甘いもの食べ放題と聞いて出場を決意した。

### 秘立蛇女子学園（ひりつへびじょしがくえん）
雅緋（みやび）
声 - 平田宏美
秘立蛇女子学園の3年生。誕生日：8月15日。年齢：21歳。血液型：B型。身長169cm。スリーサイズ：B90/W56/H87。趣味はお風呂に入ること。好物は親子丼。得意料理は黒炎を使った料理。
今回はあまりにも女子にモテるため、優勝賞品の秘伝忍法書で「かわいい女の子になること」を目的に出場。
テーマ曲は『絶望のマキャベリズム』。
紫（むらさき）
声 - 矢作紗友里
秘立蛇女子学園の2年生。誕生日：10月26日。年齢：17歳。血液型：A型。身長161cm。スリーサイズ：B105/W59/H88。趣味はべべたんと遊ぶ。好物は具なしおにぎり。得意料理はインスタント食品と出前の料理（ピザ）。
忌夢の妹。常にジャージ姿でひきこもっており、ピザをかじったりしながらパソコンをいじっている。今回は部屋の外に出ずに生活を送る方法を考えた末にある物を目当てに大会に出場する。
忌夢（いむ）
声 - 斎藤千和
秘立蛇女子学園の3年生。誕生日：6月9日。年齢：21歳。血液型：AB型。身長157cm。スリーサイズ：B88/W60/H82。趣味は勉強。好物はおいなりさん。得意料理はおいなりさんと蕎麦。
紫の姉。一人称は「ボク」。ひきこもりの紫をとても気にしており、秘伝忍法書の力で部屋から出すことを目的に出場。
両備（りょうび）
声 - 日笠陽子
秘立蛇女子学園の1年生。誕生日：1月19日。年齢：16歳。血液型：O型。身長160cm。スリーサイズ：B69/W56/H90。忍転身後:B95/W56/H90。趣味はなんでも狙撃。好物は棒つきキャンデー。得意料理は鉄板焼き。
両奈の双子の妹。一人称は「両備」、または「私」。性格はドSで胸にコンプレックスを持っている。オッドアイで、姉の両奈とは色が左右反転している。
優勝賞品の秘伝忍法書で胸を大きくするため出場した。
両奈（りょうな）
声 - MAKO
秘立蛇女子学園の1年生。誕生日：1月19日。年齢：16歳。血液型：O型。身長160cm。スリーサイズ：B98/W56/H88。趣味は買い物。好物はちくわ。得意料理はウィンナー、肉団子、天ぷら。
両備の双子の姉。一人称は「両奈ちゃん」。口癖は「絶対」。性格はドM。オッドアイで、妹の両備とは色が左右反転している
今回は秘伝忍法書の力でてんぷらになることを目的に出場。てんぷらになることは本人曰く「とても気持ちいい」ことらしい。
鈴音先生/凛（りん）
声 - 三森すずこ
秘立蛇女子学園の教師。誕生日：9月30日。27歳。血液型：A型。身長160cm。スリーサイズ：B97/W57/H90。趣味は世界平和。好物は豆。得意料理はお酒に合うもの。
DLCキャラクター。大人の魅力にあふれている先生であるが、最近は若かりし頃が懐かしく、ある人物に凛は料理が得意でないとする理由を指摘された際はそこではなく額のあるものを指摘されたことに激怒していた。
忌夢のシナリオでは「世界に平和を！ラブ＆ピース！」を強要するが、最終的にはそれが忌夢を救った。
テーマ曲は『おかくごめされよTEACHER』。曲の難易度は普通でも若干高め。

## 主題歌
オープニングテーマ「恋の秘伝忍法」
作詞 - 高木謙一郎 / 作曲・編曲 - 本山明燮 / 歌 - 飛鳥（原田ひとみ）
＊エンディングテーマは各キャラクターの曲になる。

## 漫画版
原作表記は高木謙一郎（マーベラス）
デカ盛り 閃乱カグラ ごっくんっ!
『ファミ通コミッククリア』にて2014年2月28日より2014年9月5日まで、ピアイ才によるスピンオフ漫画が連載された。